# Ana Luiza Azevedo
Ana Luiza Nunes Azevedo (Porto Alegre, 24 de noviembre de 1959) es una cineasta brasileña.

## Trayectoria
En 1986 se licenció en Bellas Artes en la Universidad Federal de Río Grande del Sur. Se convirtió en socia de la productora de la Casa de Cine de Porto Alegre y en una de sus coordinaras del Centro de Guion. Fue asistente de dirección en varios largometrajes, de directores como Jorge Furtado, Carlos Gerbase y Carlos Reichenbach.
Como guionista y directora, ha realizado cortometrajes y especiales de televisión, habiendo ganado premios en varios festivales nacionales e internacionales. Su película "Três Minutos" fue el único representante brasileño en la sección competitiva de cortometrajes del Festival de Cannes de 2000.
A finales de 2007 dirigió su primer largometraje, Antes que el Mundo Acabe, basado en el libro de Marcelo Carneiro da Cunha, que fue presentado y premiado en algunos festivales, incluso antes de su estreno comercial, en mayo de 2010. Entre 2008 y 2009, Ana Luiza dirigió ocho episodios de la serie Fantasías de ama de casa para RBS TV.
De 2001 a 2011, fue programadora del Cine Santander. Azevedo trabajó en la preproducción de la serie estrenada en HBO Brasil en 2011, Mulher de Fases, una comedia basada en un libro de Cláudia Tajes.

## Filmografía[8]
- 2009: Fantasías de una ama de casa (serie para RBS TV - segunda temporada)
- 2008: Antes del fin del mundo (largometraje)
- 2008: Fantasías de una ama de casa (serie para RBS TV - primera temporada)
- 2007: El panadero y las revoluciones (especial de televisión)
- 2002: Doña Cristina perdió la memoria (cortometraje)
- 2002: La mejilla (especial de televisión)
- 2001: La importancia del currículum en la carrera artística (especial de TV)
- 2001: Día de visita (especial de televisión)
- 1999: Tres minutos (cortometraje)
- 1994: Free Womb (mediometraje)
- 1988: Barbosa (cortometraje, codirección Jorge Furtado )

## Reconocimientos
- 2009: Premio Itamaraty a la Mejor Película Brasileña en el Festival Internacional de Cine de São Paulo, por Antes del fin del mundo[9]
- 2009: Mejor Director, Festival de Cine de Paulínia, por Antes del fin del mundo [10]
- 2003: Mejor Cortometraje de Ficción, Divercine - Festival Internacional de Cine para Niños, Montevideo, por Doña Cristina perdió la memoria
- 2003: Mejor Cortometraje, Festival de Recife, por Doña Cristina perdió la memoria
- 2002: Mejor cine electrónico, Festival Internacional de Cine en Internet Fluxus, por Doña Cristina perdió la memoria
- 2002: Premio de la Crítica, Festival de Brasilia, por Doña Cristina perdió la memoria
- 2002: Mejor Dirección, Festival de Gramado, por Doña Cristina perdió la memoria
- 2000: Mejor Cortometraje del Año, Grande Prêmio Cinema Brasil, por Três Minutos
- 1999: Mejor Cortometraje, Festival de Brasilia, por Tres Minutos
- 1999: Mejor Cortometraje, Festival de Vitória, por Tres Minutos
- 1997: Mejor Documental, Festival de Cine y Derechos Humanos de Buenos Aires, por Ventre Livre
- 1994: Premio Especial del Jurado, Festival de Brasilia, por Ventre Livre
- 1994: Mejor Mediometraje, Festival de Gramado, por Ventre Livre
- 1988: Mejor Cortometraje de Ficción, Festival de Cine de La Habana, por Barbosa
- 1988: Mejor Guion, Festival de Brasilia, para Barbosa